# 茄子 スーツケースの渡り鳥
『茄子 スーツケースの渡り鳥』（なす スーツケースのわたりどり、Nasu: A Migratory Bird with Suitcase）は、マッドハウス制作による日本のOVA作品。
2007年10月24日発売。原作は黒田硫黄の漫画『茄子』の短編『スーツケースの渡り鳥』。
東京国際アニメフェア2008・東京アニメアワード2008優秀賞OVA部門受賞。

## 概要
2003年に公開されたアニメーション映画『茄子 アンダルシアの夏』の続編。スペイン・アンダルシア地方を舞台とした前作から一転、日本の栃木県宇都宮市で開催されるジャパンカップサイクルロードレースが舞台となる。競技会場となる森林公園周回コースのほか、宇都宮の市街地、大谷平和観音や大谷磨崖仏などの史跡が登場する。
前作では主人公ペペのプロアスリートとしての孤独な戦いが描かれたが、本作では所属チームの相棒であるチョッチとの信頼関係が柱となる。
前作のアスペクト比はアナログテレビ放送と同じ4:3（スタンダード・サイズ）であったが、本作は16:9の高精細度テレビジョン放送 (HD) 制作である。

## あらすじ
主人公であるペペが所属するサイクルロードレースチーム「パオパオビール」は、ジャパンカップサイクルロードレースに出場するため来日した。女性ボランティア ひかるのガイドで日本文化を楽しむ選手たち。
だが、今年一杯でチームの解散が決まっており、それぞれ身の振り方を考えていた。なかでもチョッチは、親友であったスター選手ロンダニーニの自殺を重く受け止め、厳しいプロ生活に疑問をおぼえており、ペペに現役引退をほのめかしていた。
大会当日は降りしきる雨の中でのレースとなったが、ペペとチョッチは集団から飛び出し、5名の逃げグループを形成する。その中には以前パオパオビールに所属していたギルモアも交じっていた。しかし、ペペは濡れた路面で転倒し、アシストを失ったチョッチも遅れだす。
レース終盤、天候が回復し始めた頃、後方集団にいたザンコーニが突如単独アタックを開始し、圧倒的な脚力で先頭グループに追いつく。そのままトップに躍り出るが、ゴールまで1周を残して謎の棄権をする。
ペペもチョッチを引っ張って先行グループに追いつき、チョッチにゴール前のスプリント勝負を託して力尽きる。ギルモアとチョッチに絞られた優勝争いの結末は……。

## 登場人物
ペペ・ベネンヘリ
チーム・パオパオビール所属のサイクルロードレース選手。過去にブエルタ・ア・エスパーニャでステージ1勝を上げているが、その後もチームでアシスト役を務めている。
ジャン・ルイージ・チョッチ
チーム・パオパオビール所属のサイクルロードレース選手。前作「茄子 アンダルシアの夏」に登場するチョッチとは別人物。同郷の英雄ロンダニーニとは共にトレーニングを積んだ仲。原作の漫画では「キヨッチ」という名前であった。
マルコ・ロンダニーニ
チョッチの同郷のサイクルロードレース選手。世界選手権を制してマイヨ・アルカンシエル（世界王者の証となる虹が描かれたジャージ）を着たこともある伝説的な名選手。ブエルタ・ア・エスパーニャ最終日前日に謎の自殺を遂げ、チョッチらレース仲間に悲しみを残す。
ギルモア
前作ではチーム・パオパオビールに所属していたが、今作ではチーム・ゴルチンコ所属となっている。
ザンコーニ
過去に世界選手権やジロ・デ・イタリアを制したこともある名選手だが、チームメイトのギルモアからも「朴念仁」と評される変人。
豊城ひかる
ジャパンカップサイクルロードレースでチーム・パオパオビールをサポートするボランティアの女性。好物は茄子の漬け物。
豊城充一
ひかるの弟。コースサイドで選手を応援する熱心なロードレースファン。

## キャスト
- ペペ・ベネンヘリ：大泉洋
- ジャン・ルイージ・チョッチ：山寺宏一
- マルコ・ロンダニーニ：大塚明夫
- 豊城ひかる：坂本真綾
- ギルモア：佐藤祐四
- レジオ：江川央生
- ニーノ：笹沼晃
- 豊城充一：柴井伶太
- アメデオ：藤村忠寿（北海道テレビ）
- メカ：嬉野雅道（北海道テレビ）
- パオパオビール監督：坂口芳貞
- エルナンデス：平野稔
- フランキー：平田広明
- ゾマン：渋谷茂
- ダグダグ：田中一成
- ゴルチンコ監督：石原凡
- マッサー：安元洋貴
- おばさん：相生千恵子
- ザンコーニ：佐々木誠二
- 実況アナウンサー：白戸太朗
- 解説者：今中大介

## スタッフ
- 原作：黒田硫黄『茄子』より
- 監督・脚本・キャラクターデザイン：高坂希太郎
- 企画：丸山正雄
- 作画監督：吉田健一
- 美術監督：田中直哉
- 色彩設計：三笠修
- CGI監督：丹治まさみ
- 演出：高橋敦史
- 演出助手：吉野智美
- 撮影監督：加藤道哉
- 編集：瀬山武司、内田恵、松原理恵
- 音楽：本多俊之
- 音楽プロデューサー：岡田こずえ（AMO）
- 音響監督：中嶋聡彦、三間雅文
- 音響効果：倉橋静男（サウンドボックス）
- 録音スタジオ：アオイスタジオ
- 音響制作：テクノサウンド
- プロデューサー：平山宏志、豊島雅郎、丸田順悟
- アソシエイトプロデューサー：田村学、小野幹雄、二方由紀子
- 制作プロデューサー：豊田智紀、篠原昭
- アニメーション制作：マッドハウス
- 製作：「茄子 スーツケースの渡り鳥」製作委員会（バップ、アスミック・エース、マッドハウス）
- エンディングテーマ：「自転車ショー歌」（歌：忌野清志郎）

## その他
- UCIが競技中のヘルメット着用を義務付けたのに伴い、作中でもほぼ全ての選手が着用しているが、ペペを始め中心となる選手は殆ど着用していない。
- 一連の「茄子」シリーズでは作中に茄子にちなんだものが登場するが、本作では「茄子のたまり漬け」であった。なお、たまり漬け自体は宇都宮に限らず、栃木県全県で食べられている。
- 前作『茄子 アンダルシアの夏』に登場した酒場の店主エルナンデスやペペの旧友フランキーとよく似た人物が住職と寺男として登場する。2人は（特に住職は豊城ひかるの親族であるため）日本人のはずであるが、エンディングテロップでは何故か前作と同様に「エルナンデス」「フランキー」という名前となっている（演じた声優も同一）。
- アメデオ役の藤村忠寿、メカ役の嬉野雅道は北海道テレビのディレクターで、担当するローカルバラエティ番組『水曜どうでしょう』を監督の高坂が大ファンであることがきっかけで出演が実現した。大泉洋も当番組の出演者で、前作『茄子 アンダルシアの夏』から引き続きペペ役を演じている。